# NGC 1389
NGC 1389 is een elliptisch sterrenstelsel op 62 miljoen lichtjaren verwijderd in het sterrenbeeld Eridanus. Het hemelobject werd op 19 januari 1865 ontdekt door de Duitse astronoom Johann Friedrich Julius Schmidt. NGC 1389 is ongeveer 44.000 lichtjaren in diameter.

## Synoniemen
- PGC 13360
- ESO 358-38
- MCG -6-9-10
- FCC 193